# Eutelia chromatica
Eutelia chromatica är en fjärilsart som beskrevs av William Schaus 1921. Eutelia chromatica ingår i släktet Eutelia och familjen nattflyn. Inga underarter finns listade i Catalogue of Life.